# فهرست مناطق زمانی نظامی
منطقه زمانی مورد استفادهٔ نیروهای نظامی ایالات متحده آمریکا، ارتش آزادی‌بخش خلق و سایر ارتش‌ها به شرح زیر است؛ که بر پایهٔ حروف الفبای انگلیسی تعریف شده‌است.
حرف Z مختصر ("Zulu") نشان‌دهندهٔ زمان گرینویچ (GMT) یا ساعت هماهنگ جهانی (ببینید یوتی‌سی ۰۰:۰۰±) است.

## جدول
| آوانگاری فارسی             | نام منطقه زمانی به انگلیسی | حرف | منطقهٔ زمانی   |
| -------------------------- | -------------------------- | --- | ------------- |
| منطقه زمانی آلفا           | Alpha Time Zone            | A   | یوتی‌سی ۱:۰۰+  |
| منطقه زمانی براوو          | Bravo Time Zone            | B   | یوتی‌سی ۲:۰۰+  |
| منطقه زمانی چارلی          | Charlie Time Zone          | C   | یوتی‌سی ۳:۰۰+  |
| منطقه زمانی چارلی استار    | Charlie Star Time Zone     | *C  | یوتی‌سی ۳:۳۰+  |
| منطقه زمانی دلتا           | Delta Time Zone            | D   | یوتی‌سی ۴:۰۰+  |
| منطقه زمانی دلتا استار     | Delta Star Time Zone       | *D  | یوتی‌سی ۴:۳۰+  |
| منطقه زمانی اکو            | Echo Time Zone             | E   | یوتی‌سی ۵:۰۰+  |
| منطقه زمانی اکو استار      | Echo Star Time Zone        | *E  | یوتی‌سی ۵:۳۰+  |
| منطقه زمانی فوکستروت       | Foxtrot Time Zone          | F   | یوتی‌سی ۰۶:۰۰+ |
| منطقه زمانی فوکستروت استار | Foxtrot Star Time Zone     | *F  | یوتی‌سی ۶:۳۰+  |
| منطقه زمانی گلف            | Golf Time Zone             | G   | یوتی‌سی ۷:۰۰+  |
| منطقه زمانی هتل            | Hotel Time Zone            | H   | یوتی‌سی ۸:۰۰+  |
| منطقه زمانی ایندیا         | India Time Zone            | I   | یوتی‌سی ۹:۰۰+  |
| منطقه زمانی کیلو           | Kilo Time Zone             | K   | یوتی‌سی ۱۰:۰۰+ |
| منطقه زمانی لیما           | Lima Time Zone             | L   | یوتی‌سی ۱۱:۰۰+ |
| منطقه زمانی مایک           | Mike Time Zone             | M   | یوتی‌سی ۱۲:۰۰+ |
| منطقه زمانی نوامبر         | November Time Zone         | N   | یوتی‌سی ۱:۰۰-  |
| منطقه زمانی اسکار          | Oscar Time Zone            | O   | یوتی‌سی ۲:۰۰-  |
| منطقه زمانی پاپا           | Papa Time Zone             | P   | یوتی‌سی ۳:۰۰-  |
| منطقه زمانی کبک            | Quebec Time Zone           | Q   | یوتی‌سی ۴:۰۰-  |
| منطقه زمانی رومئو          | Romeo Time Zone            | R   | یوتی‌سی ۵:۰۰-  |
| منطقه زمانی سیرا           | Sierra Time Zone           | S   | یوتی‌سی ۶:۰۰-  |
| منطقه زمانی تانگو          | Tango Time Zone            | T   | یوتی‌سی ۷:۰۰-  |
| منطقه زمانی یونیفورم       | Uniform Time Zone          | U   | یوتی‌سی ۸:۰۰-  |
| منطقه زمانی ویکتور         | Victor Time Zone           | V   | یوتی‌سی ۹:۰۰-  |
| منطقه زمانی ویسکی          | Whiskey Time Zone          | W   | یوتی‌سی ۱۰:۰۰- |
| منطقه زمانی اکس‌ری          | X-ray Time Zone            | X   | یوتی‌سی ۱۱:۰۰- |
| منطقه زمانی یانکی          | Yankee Time Zone           | Y   | یوتی‌سی ۱۲:۰۰- |
| منطقه زمانی زولو           | Zulu Time Zone             | Z   | یوتی‌سی ۰۰:۰۰± |